# 建筑业安全卫生公约
建筑业安全卫生公约（英語：Safety and Health in Construction Convention）是1988年6月20日第七十五届国际劳工大会通过的一项公约，又称1988年建筑业安全和卫生公约，是国际劳工组织第167号公约(C167)。公约于1991年1月11日生效。

## 内容
公约第二章（第4, 5, 6条）规定，缔约国应承诺在对所涉及的安全和卫生外海作出估计的基础上，制定法律或条例并使之生效。同时该法律或条例可规定适当方法确保其具体实施，并应充分考虑相关国际标准。
第三章列明了具体的预防和保护措施，包括
- 脚手架和梯子
- 起重机械和升降附属装置
- 运输机械、土方和材料搬运设备
- 固定装置、机械、社保和手用工具
- 高空作业、屋顶作业
- 挖方工程、竖井、土方工程、地下工程和隧道
- 潜水箱和沉箱
- 压缩空气中作业

等。
公约修订了安全规定（建筑业）公约1937。

## 批准情形
截至目前，已有33个国家批准该公约。公约于2003年3月7日对中国生效，适用于澳门，但不适用于香港。